# Maufa
Maufa is een bestuurslaag in het regentschap Nias Selatan van de provincie Noord-Sumatra, Indonesië. Maufa telt 260 inwoners (volkstelling 2010).